# Cargida
Cargida är ett släkte av fjärilar. Cargida ingår i familjen tandspinnare.
Kladogram enligt Catalogue of Life:
| Cargida | \| \| Cargida intensa \| \| \| \| \| \| Cargida pyrrha \| \| \| \| |
|         | \| \| Cargida intensa \| \| \| \| \| \| Cargida pyrrha \| \| \| \| |
|         | Cargida intensa                                                    |
|         |                                                                    |
|         | Cargida pyrrha                                                     |
|         |                                                                    |